# Hans Rausing

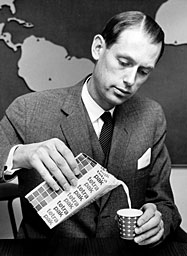
Hans Rausing mit Tetra Brik im Jahre 1963

Hans Anders Rausing KBE (* 25. März 1926 in Stockholm, Schweden; † 30. August 2019 in Wadhurst, East Sussex, Vereinigtes Königreich) war ein Unternehmer und Sohn des Tetra-Pak-Gründers Ruben Rausing.
Hans Rausing galt, seit er 1996 seinen Anteil an Tetra Pak für 7 Milliarden US-Dollar an seinen Bruder Gad Rausing verkauft hatte, als einer der reichsten Menschen der Welt. Er wurde vom Forbes Magazine 2017 mit einem geschätzten Privatvermögen von 12,5 Milliarden US-Dollar auf Platz 96 der reichsten Menschen der Welt gelistet.
Im Jahr 2001 stieg Hans Rausing als Hauptinvestor bei der schwedischen Firma EcoLean ein. Diese ist ebenso wie Tetra Laval in der Verpackungsindustrie tätig.
Rausing lebte in seiner Wahlheimat England, in Wadhurst, East Sussex, wo er ausgedehnte Ländereien besaß. Er war der Vater von Hans Kristian Rausing, Lisbet Rausing und Sigrid Rausing.

## Belege
1. ↑  Hans Rausing obituary. In: The Guardian. 1. September 2019, abgerufen am 1. November 2021 (englisch).
2. ↑  Robert Hardman: As Hans Rausing dies at 93, a look back at his life. In: Mailonline. 31. August 2019, abgerufen am 1. November 2021.
3. ↑  #96 Forbes: Hans Rausing

| Personendaten    | Personendaten                                                          |
| ---------------- | ---------------------------------------------------------------------- |
| NAME             | Rausing, Hans                                                          |
| ALTERNATIVNAMEN  | Rausing, Hans Anders                                                   |
| KURZBESCHREIBUNG | schwedischer Unternehmer und Sohn des Tetra-Pak-Gründers Ruben Rausing |
| GEBURTSDATUM     | 25. März 1926                                                          |
| GEBURTSORT       | Stockholm                                                              |
| STERBEDATUM      | 30. August 2019                                                        |
| STERBEORT        | Wadhurst, East Sussex, Vereinigtes Königreich                          |